# Jordi Font
Jordi Font Ferrer (Barcelona, 1 de mayo de 1975) es un deportista español que compitió en snowboard, especialista en la prueba de campo a través.
Participó en dos Juegos Olímpicos de Invierno, obteniendo un diploma olímpico por su 4º lugar en Turín 2006; en Vancouver 2010 no pudo clasificarse para la ronda de eliminación al caerse en la clasificatoria.